# Brown Shoes Don’t Make It
Brown Shoes Don’t Make It – utwór Franka Zappy z płyty Absolutely Free. Jest to jedna z najbardziej znanych jego kompozycji, uznana według The Rock and Roll Hall of Fame za jedną z 500 piosenek, które ukształtowały rock and roll.
Tekst utworu jest atakiem na konformistyczny, pełen chciwości i hipokryzji styl życia podmiejskiego społeczeństwa amerykańskiego.
Muzyka ulega wielokrotnym, nagłym zmianom stylów w czasie jej trwania. Można tu usłyszeć hard rock, muzykę poważną, rock psychodeliczny, jazz itd.
Tytuł, w wolnym tłumaczeniu znaczący brązowe buty nie dają rady, był zainspirowany artykułem zamieszczonym w tygodniku Time. Reporter Hugh Sidey, który był jego autorem zauważył, że prezydent Lyndon B. Johnson popełnił faux pas zakładając brązowe buty do szarego garnituru.
Koncertowa wersja utworu jest dostępna na płycie Tinseltown Rebellion.